# Martin Gobelius
Martin Gobelius (Martin Göbel) (* 1535 in Valwig; † 28. Februar 1598 in Salmünster) war ein deutscher Geistlicher und Stiftsdechant in Salmünster.

## Leben
Martin Göbel, dessen Nachname erst später in die latinisierte Form Martin Goebelius umgewandelt wurde, kam 1535 in Valwig zur Welt. Da in seiner Jugendzeit von 1540 bis 1553 auf dem Valwigerberg ein Priester namens Nikolaus Göbel wohnte, geht man davon aus, dass dieser dessen frühe Ausbildung übernommen und ihn so auf sein späteres Studium vorbereitet hatte. Nach Abschluss seiner Studienzeit in Trier und in Mainz kam Martin 1557 zunächst als junger Geistlicher an das Hochstift Fulda. Am 31. Mai 1560 wurde er vom Fürstabt Wolfgang Schutzbar nach Salmünster, einem politisch und konfessionell isolierten Bereich seines Gebietes, gesendet, um hier den katholischen Glauben zu verteidigen.
Den Bewohnern empfahl der Abt, den Pfarrer als ihren neuen Seelsorger anzunehmen und ihm Behausung und weitere Hilfsmittel zukommen zu lassen. Als Martin Gobelius nach Salmünster kam, herrschte allgemeiner Priestermangel. Die östlich und westlich gelegenen Grafschaften hatten sich nach der Reformation vermehrt der Lehre Luthers zugewandt. Hier suchte Martin nun nach Kräften um die Erhaltung des altens Glaubens, wurde jedoch schon im Jahr 1561 durch den Fürstabt Wolfgang nach Fulda zurückbeordert. Aber auch hier war der katholische Glaube gefährdet. Gobelius verkündete dennoch die katholische Lehre, las die heilige Messe und spendete die Sakramente.
Als der Fürstabt von Fulda Balthasar von Dernbach 1576 seine Abdankung unterschreiben musste, floh dieser, in dessen Gefolgschaft sich auch Martin Gobelius befand, auf ein Schloss seines Freundes, des Kurfürsten von Mainz, Daniel Brendel von Homburg. Nach dem Tod seines Vorgängers und Magisters Paulus Molitor wurde Gobelius 1588 zum zweiten Mal als Pfarrer zusammen mit Kaplan Johann Frentz in Salmünster eingesetzt. Da er sich als Nachfolger der Chorherren betrachtete, nannte er sich nun Stiftsdechant. Bei dem Versuch, die Bräuche der katholischen Kirche wieder einzuführen, stießen er und Frentz in vielerlei Hinsicht auf größere Widerstände. U. a. deshalb, da sich zwei ihrer Vorgänger von der katholischen Lehre entsagt, sich Frauen genommen und mit ihnen Kinder gezeugt hatten, es dabei aber nicht unterließen, sich weiter als Kanoniker zu bezeichnen und noch längere Zeit im Amt zu bleiben. Ermöglicht wurden die Missstände aufgrund des immer noch vorherrschenden Priestermangels und der allgemeinen Wirrungen dieser Zeit.
Gobelius, dem dies alles missfiel, wandte sich bald an seine Dienstoberen, den kurtrierischen Amtmann, und Johann von Hutten, einem Verwandten des Kirchenfeindes Ulrich von Hutten und ersuchte darum, „die öffentlichen Krämereien, Feilschaften, auch Schwätzplätz, Spielplätz und salvo decore Lügenbänk auf den Gassen, unter den Läuben, Linden und anderen Schlüpfwinkeln“ an den Sonn- und Feiertagen während des Gottesdienstes abzustellen. Vom Amtmann wurde daraufhin zwar ein Verbot erteilt, jedoch reagierte von Hutten zurückweisend und ließ sowohl seine Gefolgsleute als auch die fronpflichtigen Bauern an den Kirchenfeiertagen arbeiten. Als Johann von Hutten die Situation zum Pfingstfest im Jahre 1597 eskalieren ließ, indem er in einer öffentlichen Kapelle während der Feiertage und zum Dreifaltigkeitssonntag lutherische Gottesdienste abhalten ließ, beschwerte sich Gobelius, indem er ihm einen Protestbrief schrieb. Von Hutten reagierte erst nicht, aber nachdem der Brief sowohl beim fürstlichen Fuldaer Statthalter als auch beim Mainzer Kurfürsten Wolfgang X. von Dalberg gelandet war, wurde er aufgefordert, das „exercitium lutherischer Lehr“ wieder zu beenden.
Gobelius setzte sich nicht nur für die seelsorgerischen Bedürfnisse seiner christlichen Gemeinde ein, er verstand es auch sich um die wirtschaftlichen Belange des Kollegiatstifts St. Peter und Paul in Salmünster zu kümmern. Auch bemühte er sich nach Kräften den im Bauernkrieg durch die Familie von Huttens entzogenen Stiftszehnten wieder zurückzuerlangen. Hierzu schrieb er eigens den Mainzer Kurfürsten, den Erzherzog Maximilian III. von Vorderösterreich und den Grafen von Schlitz – letztere Administratoren des Hochstifts von Fulda – an. Ferner sorgte er sich um die Kirche, das Pfarrhaus, ließ den Pfarrgarten neu umzäunen und kaufte von seinem eigenen Geld einen zuvor gestohlenen Kelch zurück und spendete noch eine Armenstiftung.
Auch in seiner Heimat förderte er zeitlebens die schulische Ausbildung seiner nächsten Verwandten. Um auch der übrigen männlichen Jugend in Bruttig eine Bildung zukommen zu lassen, bat er eigens den Pfarrer Jakob Maurer (auch Jakob Latomus genannt) um einen geeigneten Schulraum. Dieser wurde ihm dann im eigenen Pfarrhaus – erste Erwähnungen darüber gehen auf das 1572 zurück – gewährt. In seinem Heimatort Valwig spendete er ein Jahrgedächtnis und nach seinem Tod im Jahr 1598 ließen seine Verwandten eine Bronzetafel gießen und sie in der Kirche von Salmünster anbringen. Sie wurde zwar 1747 als neue Glocken gegossen wurden, eingeschmolzen, dennoch ist der Text der Inschrift erhalten geblieben.
„Dem Martin Gobelius aus Valwig an der Mosel, der 31 Jahre zu Fulda und 10 Jahre Dechant und Pfarrer zu Salmünster war, der hier eine Armenstiftung, zu Fulda und Valwig Mußstiftungen machte, der eine Summe für Studierende stiftete und die Schule zu Bruttig gründete, widmen seine 10 Neffen als Oheim und fregebigsten Mäzen und seine in Bruttig geborenen Brüder, auch seine übrigen Neffen, Schützlinge und Erben diese Tafel.“
Von seinen Neffen mit Namen nannten sich auf dieser Tafel: Cornelius Gobelius, M. Martinus, Johann Heinrich, Hubert (Trierer Stadtrat) sowie die Kleriker namens; Jakob Valwe, Johannes von Valwe, Friedrich Bopparder, Peter Valwey, Andreas Valve, Bantus Gobelius, Anton Humphäus, Frans Cochems, Heinrich Andreä, Franz Göbel, Peter Josef Krötz und Anton Lenz.

## Werke
- Titel: CAVSA VOCATIONIS ET MISSIONIS MINI- STRORVM EVANGE- LICORVM, PER DISPVTATIONES ALIQVOT Theologicas partim in Moguntina... Beiträger: Gobelius, Martin; Halsbergius, Johannes; Bickel, Philipp; Geußauf, Johannnes Ludwig, Mainz: Behem, Kaspar 1589, bei: Gateway-Bayern.de
- Titel:  DISPVTATIO THEOLOGICA, DE NOVO ET FALSO ANTICHRISTO, qui in Ecclesia Catholica ortus, & in veteri Roma sedem habere dicitur. IN ACADEMIA MOGVNTINA Anno M.D.LXXXIIII... Ianuarij publicè proposita... Beiträger: Thyraeus, Petrus; Gobelius, Martin, Mainz: Behem, Kaspar 1584, bei: Gateway-Bayern.de
- Titel: DE IVRE Vocationis & Missio= nis, quod penes Verbi Ministros in Euangelicorum Ecclesiis esse dicitur, Disputatio Theologica, quatuor demonstrationibus comprehensa, & Moguntiae ad Maij, Anni M.D.LXXXVII. Beiträger: Thyraeus, Petrus; Gobelius, Martin, Mainz: Behem, Kaspar 1587, bei: Gateway-Bayern.de
- Titel: Antichrists Gruendtliche Offenbarung. Wider die Disputation der Jesuwiter zu Mentz/ vom Newen vnnd falschen Antichrist/Jntituliert... Beiträger: Gobelius, Martin; Scherer, Georg aus Schwaz; Thyraeus, Peter, Anno 1586, bei: Gateway-Bayern.de